# متحف بلاد رفيدة للتراث
متحف بلاد رفيدة للتراث أحد متاحف منطقة عسير جنوب المملكة العربية السعودية، يقع المتحف في محافظة أحد رفيدة، أسسه مسعـود عبد العزيز الخـشن،

## أجزاء المتحف
المتحف عبارة عن وحدتين من دورين مساحة الوحدة 128 متر مربع بسقف خشب وخيزران يكسية الجص، بالإضافة لفرش تراثي وملحق به بيت شعر وفناء خلفي. تتنوع طريقة العرض ويغلب طابع نظام التعليق ويحتوي المتحف على 18 جناحا للتراث والمجسمات منها الزراعة والنجارة والبناء والدباغة والأسلحة والمخطوطات والملابس والحلي والسجاد والأواني والعملات والمكاييل والإضاءة والطب العربي والفخاريات واستراحتين للزوار وجناح للقاءات الصحفية والتلفزيونية والخيمة التراثية وفناء للقطع الكبيرة والأبواب التـراثية.